# Фадеичев, Андрей Станиславович
Андре́й Станисла́вович Фаде́ичев (род. 8 февраля 1973, Днепропетровск, Украинская ССР) — украинский футболист, защитник и полузащитник.

## Биография
Воспитанник днепропетровского футбола. В 1992 году вместе со своими земляками Евгением Сониным и Дмитрием Воробьёвым перешёл в белорусский клуб «Обувщик» (Лида), в котором дебютировал во взрослом футболе, сыграв 5 матчей в первом независимом чемпионате Белоруссии.
В 1993 году вернулся на Украину и выступал во второй лиге за «Шахтёр» (Павлоград). Весной 1994 года перешёл в днепропетровский «Днепр», в его составе сыграл один матч в высшей лиге — 25 марта 1994 года против «Кремня» вышел на замену на 70-й минуте вместо Андрея Котюка. Также в составе «Днепра» принял участие в двух матчах Кубка Украины. В сезоне 1993/94 снова играл за команду из Павлограда, затем выступал в первой лиге за «Подолье» (Хмельницкий).
Во второй половине 1996 года выступал в высшей лиге Латвии за рижский «Университет». С начала 1997 года в течение двух календарных лет играл за луганскую «Зарю», с этой командой в сезоне 1997/98 вылетел из первой лиги во вторую. В 1999 году выступал в высшей лиге Казахстана за «Синтез» (Чимкент). В 2001 году играл в чемпионате Белоруссии за «Нафтан», принял участие в 19 матчах и забил один гол — 3 ноября 2001 года в матче с «Ведричем» (3:0). В 2002 году играл в первой лиге Казахстана за «Достык» (Чимкент) и «Жетысу» (Талды-Курган).
С 2003 года до конца карьеры, с некоторыми перерывами, выступал в низших дивизионах Финляндии за ТУС (Теэриярви). Также провёл полсезона в составе «Ракуунат».